# Neogyna
Neogyna es un género que tiene asignada una única especie: Neogyna gardneriana (Lindl.) Rchb.f. de orquídeas epífita o, a veces, litófitas. 

## Descripción
Es un género monotípico de planta epífita o litófita que está estrechamente relacionada con el género Coelogyne. Difiere en el lóbulo lateral de su labelo que está alrededor de la columna y el saco en la base de los sépalos.

## Distribución
Se encuentran en el sudeste de China, Himalaya, Assam, Nepal, Bután, Bangladés, Birmania, Tailandia.

## Etimología
El nombre del género se refiere a que es nuevo con relación al género Coelogyne.

## Sinonimia
- Coelogyne gardneriana Lindl. in Wall, Pl. Asiat. Rar. 1: 33 (1830).
- Pleione gardneriana (Lindl.) Kuntze, Revis. Gen. Pl. 2: 680 (1891).
- Coelogyne trisaccata Griff., Not. Pl. Asiat. 3: 400 (1851).[3]